# Nanuza Luiza de Menezes
Nanuza Luiza de Menezes (1934) es una destacadísima botánica, curadora y profesora brasileña.
Posee un postdoc en el Real Jardín Botánico de Kew (1978-1979). Profesora Titular (1984) de la USP. En dos ocasiones, Coordinadora del Comité Asesor del CNPq (ZO y Botánica).
En 1960, obtuvo una licenciatura en Historia natural, por la Universidad de São Paulo; para obtener la maestría en Biología Vegetal por la misma casa de altos estudios, defendió la tesis Traqueidas de transfusión en el género "Vellozia" (Vand.) Velloziaceae, en 1960; y, el doctorado allí mismo, en 1971, defendiendo la tesis: Estudios Anatómicos y Taxonomía en Velloziaceae.
Al cumplir 50 años con la ciencia ha dicho: 

Creo que estoy de muy buen humor. A mi muerte, si Dios quiere, voy a serlo más aún. La cosa más importante de mi personalidad es como la vida, como vivir. Como la gente ... Me encanta vivir rodeada de amigos. Me gusta lo que hago también. Me encanta mi trabajo, la gente junto a mí. Y me encantan las plantas y los animales.

## Algunas publicaciones
- NADIA, TARCILA DE LIMA ; MACHADO, Isabel Cristina; DE MENEZES, NANUZA LUIZA. 2012. Floral traits and reproduction of Avicennia schaueriana Moldenke (Acanthaceae): a generalist pollination system in the Lamiales. Plant Species Biol.

- DE MENEZES, NANUZA L. ; ELBL, PAULA M. ; CURY, GRAZIELA ; APPEZZATO-DA-GLÓRIA, BEATRIZ ; SASAKI, KAREN L.M. ; DA SILVA, CRISTIANE G. ; COSTA, GISELE R. ; LIMA, VERA G.A. 2012. The meristematic activity of the endodermis and the pericycle and its role in the primary thickening of stems in monocotyledonous plants. Plant Ecology & Diversity 5: 153-165

- CATTAI, Marina Blanco ; MENEZES, N. L. 2010. Primary and secondary thickening in the stem of Cordyline fruticosa (Agavaceae). An. da Academia Brasileira de Ciências 82: 1-10

- ELBL, Paula Maria ; PINNA, G. F. de Albuquerque Melo de ; MENEZES, N. L. 2010. Morphology and anatomy of leaf miners in two species of Commelinaceae (Commelina diffusa Burm.f. and Floscopa glabrata (Kunth). Acta Botánica Brasílica 24: 283-287

- PIRANI, J. R. ; El Ottra, J.H. ; MENEZES, N. L. 2010. Morfoanatomia da flor de cinco espécies de Galipea Aubl. e seu significado na evolução de flores tubulosas entre as Rutaceae neotropicais. Rev. Brasileira de Botânica 33: 301-318

### Libros
- FERRI, M. G. ; MENEZES, N. L. ; SCANAVACCA, W. R. M. 1978. Glossario Ilustrado de Botanica. Sao Paulo: IBRATEC-EDUSP, 197 pp.

- FERRI, M. G. ; MENEZES, N. L. ; SCANAVACCA, W. R. M. 1969. Glossario de Termos Botanicos. Sao Paulo: Ed. BLUCHER Ltda. 199 pp.

### Capítulos de libros
- MENEZES, N. L. ; SILVA, Delmira da Costa ; PINNA, Gladys Flavia de Albuquerque Melo de. 2003. Folha. En: Beatriz Appezzato-da-Glória; Sandra Maria Carmello-Guerreiro (orgs.) Anatomia Vegetal. Viçosa: Univ. Federal de Viçosa - UFV, pp. 301-325

- GIULIETTI, A. M. ; SCATENA, Vera Lúcia ; SANO, P. T. ; PARRA, L. R. ; QUEIROZ, L. P. ; RARLEY, R. ; ISEPON, A. M. B. ; SALATINO, Antonio ; MENEZES, N. L. ; SALATINO, Maria Luiza Faria ; RICCI, C. V. ; BONFIN, M. C. 2000. Multidisciplinary studies on Neotropical Eriocaulaceae. En: K.L. Wilson; D.A. Morrison (orgs.) Monocots:Systematics and Evolution. Melbourne: CSIRO, pp. 580-589

- MENEZES, N. L. ; GIULIETTI, A. M. 2000. Campos Rupestres. En: Miriam P. Mendonça; Livia Vanucci Lins (orgs.) Lista Vermelha das Espécies Ameaçadas de Extinção da Flora de Minas Gerais. Belo Horizonte: Fundação Biodiversitas, Fundação Zoo-Botânica de Belo Horizonte, pp. 65-73

- SMITH, L. B. ; MENEZES, N. L. 1992. Velloziaceae. En: Gunn, C.R.; Wiersema, J.H., Ritchie, C.A; & Kirkbride, J.H. (orgs.) FAMILIES AND GENERA OF SPERMATOPHYTES RECOGNISED BY THE AGRICULTURAL RESEARCH SERVICE. USA: DEPARTMENT OF AGRICULTURE, pp. 0300-0300

- MENEZES, N. L. ; MELLO-SILVA. 1986. Velloziaceae. En: Harley, R.M. & Simmons, N.A. (orgs.) FLORULA OF MUCUGE, CHAPADA DIAMANTINA, BAHIA, BRASIL. KEW, INGLATERRA: ROYAL BOTANIC GARDENS, pp. 0200-0202

## Honores
- Becaria de Productividad en Pesquisa del CNPq - Nivel 1A[6]

### Premios
2010
- Homenaje 40 Años de Pós-Graduação no Instituto de Biociências, Comissão de Pós-Graduação - IBUSP
- Homenaje por los formandos del IB-USP - Período nocturno (Turma 2004), IBUSP.

2009
- Paraninfa dos formandos de 2009 do IB-USP, IB-USP.

2008
- Posse na Academia de Ciências do Estado de São Paulo - ACIESP, Academia de Ciências do Estado de São Paulo.

2007
- Patrono da Turma de Graduandos de 2006 do Curso de Ciências Biológicas, Instituto de Biociências da USP.

2005
- Homenageada pela Turma de Graduandos de 2004, Instituto de Biociências da USP.
- Medalha do Mérito em Botânica Graziela Maciel Barrozo, Sociedade Botânica do Brasil.
- Paraninfa dos formandos do IB-USP da Turma Integral 2005, IB-USP.

2004
- Ciudadana Honoraria del Municipio de Santana do Riacho (MG), Prefeitura do Município de Santana do Riacho - a la cual pertenece a Serra do Cipó
- Electa Miembro Titular da Academia Brasileira de Ciências, Academia Brasileira de Ciências
- Medalha do Mérito Científico Nacional - Classe Comendador, Ministério da Ciência e Tecnologia
- Homenageada pela Turma de 2003 da graduação, Instituto de Biocências da USP.
- Moción de Labor do Departamento de Ciencias Biológicas da UEFS, Universidade Estadual de Feira de Santana.
- Paraninfa dos formandos do IB-USP da Turma Noturno 2004, IB-USP.

2003
- Homenageada pela pesquisadora Beatriz Appezzato-da-Glória que lhe dedica o livro Morfologia de Sistemas Subterrâneos: histórico e evolução do conhecimento do Brasil. ESALQ/USP
- Homenageada com a designação da Xiloteca do Instituto de Biociências,, Departamento de Botânica - IBUSP.

2002
- Homenageada pela Turma de 2002 da graduação do IBUSP, Instituto de Biociências.

2001
- Professora Homenageada pela Turma de 2001, IBUSP.

2000
- Electa Miembro Honorário, Associação Brasileira de Arquitetos Paisajistas.
- Diploma de Honra ao Mérito, Sociedade Botânica do Brasil.

1998
- Paraninfa da Turma de 1998, IBUSP.
- Medalha do Mérito Jardim Botânico do Rio de Janeiro D. João VI, Ministério de Estado do Meio Ambiente, dos Recursos Hídricos e da Amazônia Legal.

1992
Colaborador Emérito, Museu Paraense Emílio Goeldi/MPEG.
1986
- Medalla Conmemorativa 120 Años Museo Emilio Goeldi

1985
- Escogida por el Gob. André Franco Montoro como Miembro do CONSEMA, Conselho Estadual do Meio Ambiente

1979
- Fellow of the Linnean Society of London, Linnean Society of London.

1978
- Diploma de Honra ao Mérito, Instituto Nacional de Pesquisas da Amazônia/INPA.

1976
- Invitada por el Prefecto del Município de São Paulo, Olavo Egydio Setubal para plantar uma árvore na entrega do Parque do Carmo para a população, Prefeitura Municipal de São Paulo

### Eponimia
Especies zoólogicas
- (Hylidae) Bokermannohyla nanuzae

Botánica
Género
- (Velloziaceae) Nanuza L.B.Sm. & Ayensu[8]

Especies
- (Bromeliaceae) Vriesea nanuzae Leme[9]

- (Cyperaceae) Rhynchospora nanuzae Rocha & Luceño[10]

- (Lomariopsidaceae) Elaphoglossum nanuzae Novelino[11]

- (Malvaceae) Hibiscus nanuzae Krapov. & Fryxell[12]

- (Scrophulariaceae) Esterhazya nanuzae V.C.Souza[13]

- (Turneraceae) Piriqueta nanuzae Arbo[14]

- (Velloziaceae) Barbacenia nanuzae L.B.Sm. & Ayensu[15]

- (Xyridaceae) Xyris nanuzae Wand.[16]

### Coediciones
- 1975 - 2003, Periódico: Boletim de Botânica

- 2003 - actual, Periódico: Boletín de la Sociedad Argentina de Botánica

- 2003 - 2006, Periódico: Revista Brasileira de Botânica

### Revisiones de ediciones
- 1976 - 1985, Periódico: Hoehnea (São Paulo)

- 2006 - actual, Periódico: Brazilian Journal of Biology

- 1990 - actual, Periódico: Iheringia. Série Botânica

- 2004 - actual, Periódico: Anais da Academia Brasileira de Ciências

- 2003 - actual, Periódico: Boletín de la Sociedad Argentina de Botánica

- 1981 - 1990, Periódico: Ciência e Cultura (SBPC)

- 1978 - 2008, Periódico: Revista Brasileira de Botânica

### Membresías
- de la Sociedad Botánica del Brasil[17]

- Plantas do Nordeste[18]

- 1/1988 a 12/1997: Directora y administradora, de ONU, Brazil Plant Specialist Group, Botânica